# 普興 (臺灣)
普興，是臺灣彰化縣田中鎮的一個傳統地域名稱，位於該鎮東部偏北。相較於今日行政區，其範圍大致為復興里不含西南部凸出部分、東源里北部。

## 歷史
台灣清治末期至日治初期，普興地區為一街庄，稱為「普興庄」，隸屬於武東堡。該庄北與大平庄為鄰，東與皮仔藔庄為鄰，南邊為內灣庄，西南邊一小段與田中央庄為界，西邊為卓雅潭庄。
1901年（日治明治三十四年）11月，全台廢縣廳改設二十廳，該庄隸屬於彰化廳。1903年（明治三十六年）6月，該庄編入「卓乃潭區」，隸屬於彰化廳。1909年（明治四十二年）10月，合併二十廳為十二廳，卓乃潭區改隸屬於臺中廳。1920年（大正九年），該庄改制為「普興」大字，隸屬於臺中州員林郡田中庄。1940年，田中庄升格為田中街。
戰後田中街改制為田中鎮，隸屬於臺中縣，大字亦改制為里。1950年10月，中、彰、投分治，田中鎮改隸屬彰化縣。

## 聚落
本地區發展較早的聚落有石厝（東興）、普興（復興）、姜仔藔等，在日治期初期的官方地圖上已有記載。此外，本地區尚有平和聚落。

## 交通
縣道137號（山腳路四段～三段）是彰化至二水源泉的道路，主要沿八卦台地西側山麓地帶而行，大致以北北東—南南西走向轉北北西—南南東走向再轉北北東—南南西走向經過本地區中部偏西地帶。由該道路向北北東可前往社頭、員林、大村、花壇、彰化等地，向南南西可前往二水並止於縣道152號路口。
鄉道彰94線（和平路）是崁頂至平和的道路，其東側端點位於本地區北部邊界地帶的縣道137號路口。由此向西北轉西微南沿本地區南部邊界西側而行，出境後可前往卓乃潭並止於舊縣道141號路口。
鄉道彰96線（復興路）是田中至復興的道路，其東側端點位於本地區中部偏西地帶的縣道137號路口。由此向西北西轉西再轉西南西，出境後可前往田中市區並止於縣道150號路口。

## 學校
- 東和國小